# Hugh Ross Mackintosh
Hugh Ross Mackintosh, född 1870, död 1936, var en skotsk teolog.
Mackintosh blev professor i systematisk teologi i Edinburgh 1904 och var moderator vid skotska kyrkans general assembly 9132. Han har bland annat översatt Friedrich Schleiermacher och Albrecht Ritschls viktigaste arbeten till engelska.